# Tông Trĩ
Tông Trĩ (danh pháp khoa học: Phasianini) là một tông chim thuộc phân họ Trĩ (Phasianinae). Các loài của tông này được coi là trĩ thật sự, và phần lớn được tìm thấy tại châu Âu và châu Á.

## Phân loại
- Syrmaticus (5 loài)
- Chrysolophus (2 loài)
- Phasianus - Chi Trĩ (2 loài)
- Catreus (1 loài)
- Crossoptilon (4 loài)
- Lophura (10 loài)